# 十二天
十二天（じゅうにてん）は、仏教の護法善神である「天部」の諸尊12種の総称である。密教では四天王とともに重視されている。十二天のうち、特に八方（東西南北の四方と東北・東南・西北・西南）を護る諸尊を八方天あるいは護世八方天といい、更に天地を護る諸尊を加えて十天ともいう。

## 起源
仏教における「天」あるいは天部像とは、仏教流布以前の古代インド神話やバラモン教の神々が仏教に取り込まれ、護法善神となったものである。十二天とは、八方（東西南北の四方と東北・東南・西北・西南）を護る八方天に、天地の二天と日月の二天を加えて十二天としたものである。

## 一覧
| 漢名     | 読み           | 梵名             | 読み                      | 種子     | 方角     |
| -------- | -------------- | ---------------- | ------------------------- | -------- | -------- |
| 帝釈天   | たいしゃくてん | Indra            | インドラ                  | ī イー   | 東       |
| 火天     | かてん         | Agni             | アグニ                    | a ア     | 東南     |
| 焔摩天   | えんまてん     | Yama             | ヤマ                      | yaṃ エン | 南       |
| 羅刹天   | らせつてん     | Rākṣasa / Nirṛti | ラークシャサ / ニルリティ | nṛ ニリ  | 西南     |
| 水天     | すいてん       | Varuṇa           | ヴァルナ                  | va バ    | 西       |
| 風天     | ふうてん       | Vāyu             | ヴァーユ                  | vā バー  | 西北     |
| 毘沙門天 | びしゃもんてん | Vaiśravaṇa       | ヴァイシュラヴァナ        | vai バイ | 北       |
| 伊舎那天 | いざなてん     | Īśāna            | イシャーナ                | i イ     | 東北     |
| 梵天     | ぼんてん       | Brahmā           | ブラフマー                | bra ボラ | 天（上） |
| 地天     | じてん         | pṛthivī          | プリティヴィー            | pṛ ピリ  | 地（下） |
| 日天     | にってん       | Sūrya / Āditya   | スーリヤ / アーディティヤ | ā アー   | 日       |
| 月天     | がってん       | Candra           | チャンドラ                | ca シャ  | 月       |

四方を司る四天のうち、四天王との一致は北の毘沙門天（四天王としては多聞天）のみである。
日天スーリヤと月天チャンドラは、天体を司る九曜にも現れる。

## 日本における作例
日本では平安初期の9世紀から作例がある。

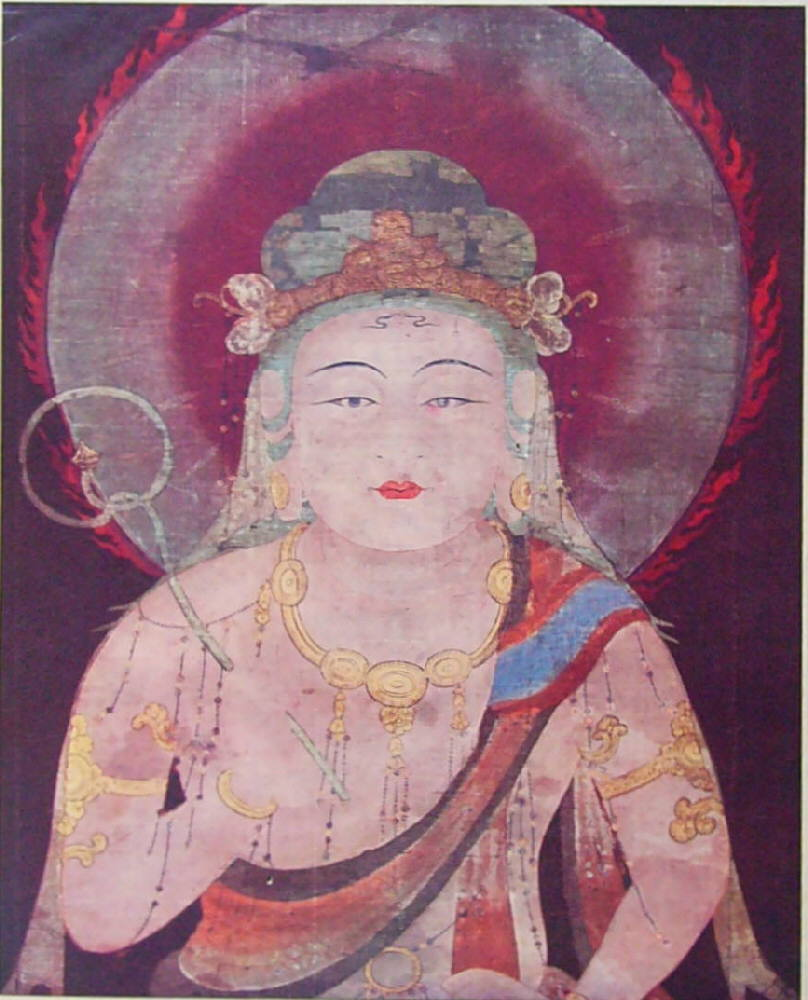
水天像（部分）京都国立博物館蔵（東寺旧蔵） 1127年

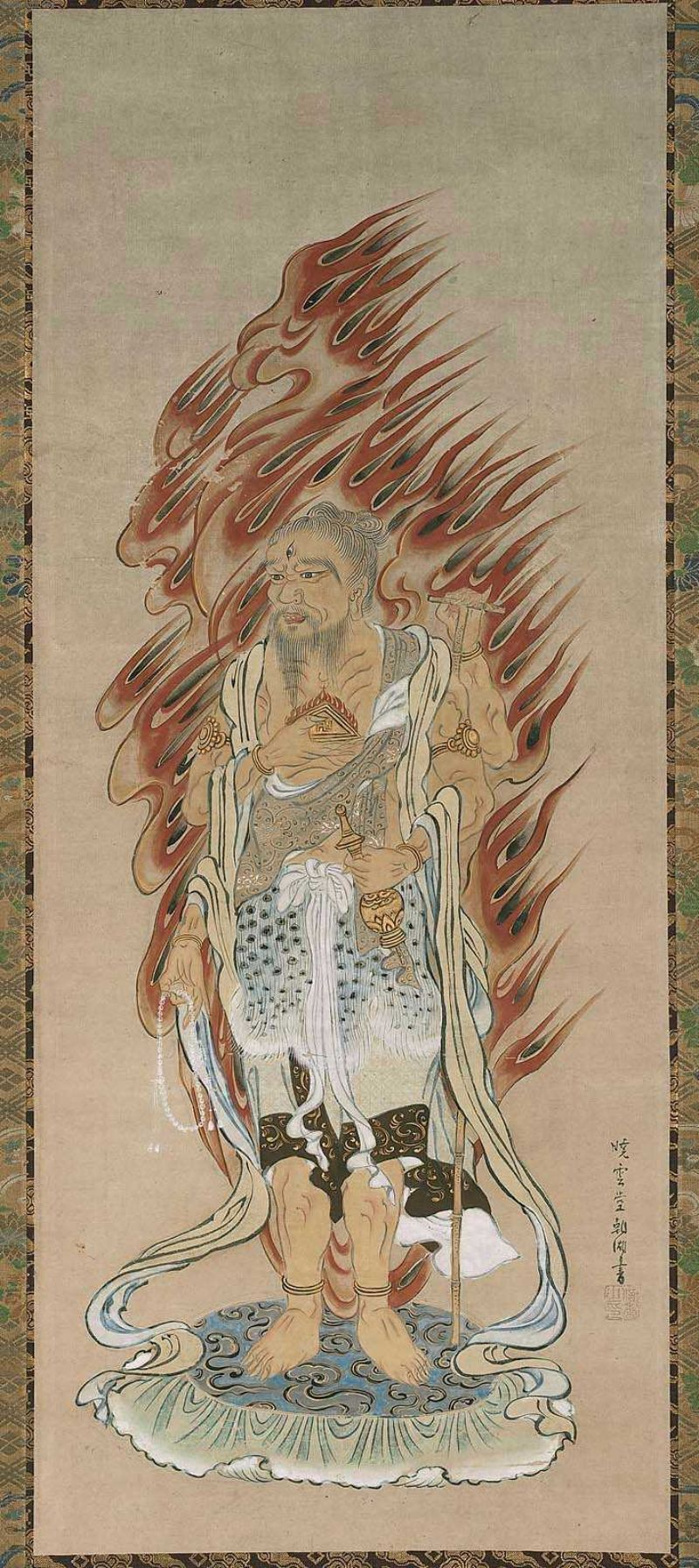
十二天像火天図（江戸時代、英一蝶・画）

十二天は、方角を護る「護方神」としての性格が強い。遺品は彫像よりも圧倒的に画像が多く、仏教の重要な修法や儀式の行われる道場の守護神として、掛軸あるいは屏風に描かれたものが用いられた。
京都国立博物館蔵（東寺旧蔵）の十二天画像（平安後期、大治2年, 1127年、国宝）は、十二天それぞれを掛軸に描いたもので、王朝風の繊細優雅な仏画の代表作である。これは後七日御修法（ごしちにちのみしほ、宮中の真言院で正月に天皇の健康を祈って行われた修法）に用いられたものである。
奈良・西大寺の十二天画像（平安初期、国宝）は、9世紀に描かれた日本最古の十二天像で、京都国立博物館本の各尊が敷物の上に座す形で表されているのに対し、西大寺本の各尊は、それぞれ水牛、亀などの鳥獣座に乗っている。
十二天各尊を立像として六曲屏風一双に表した遺品は数多く残っており、これらは密教の重要な儀式である伝法灌頂の道場などを守護する目的で使用された。十二天屏風としては、東寺蔵の鎌倉時代のものがよく知られる。
また、十二天は曼荼羅を構成する諸仏の一員としても登場する。両界曼荼羅のうち、胎蔵曼荼羅の最外院（外金剛部院）の諸尊中には十二天像が見られる。また、四臂不動明王像の周囲に十二天を配した十二天曼荼羅は国家安穏を祈念する安鎮法において使用される。
彫像の十二天像として稀有の遺例である愛知県蒲郡市無量寺の木像は、立体曼荼羅の一部として造像されたものと見られる。
このほか、京都国立博物館には東寺旧蔵の十二天面（平安後期、重要文化財）がある。平安時代の伝法灌頂の儀式の際には「十二天行道」として十二天の面をかぶり、装束を着けた人間が登場したが、中世以降は十二天屏風にとって代わられた。

## 画像
京都国立博物館本十二天像（平安時代後期、国宝、東寺旧蔵）

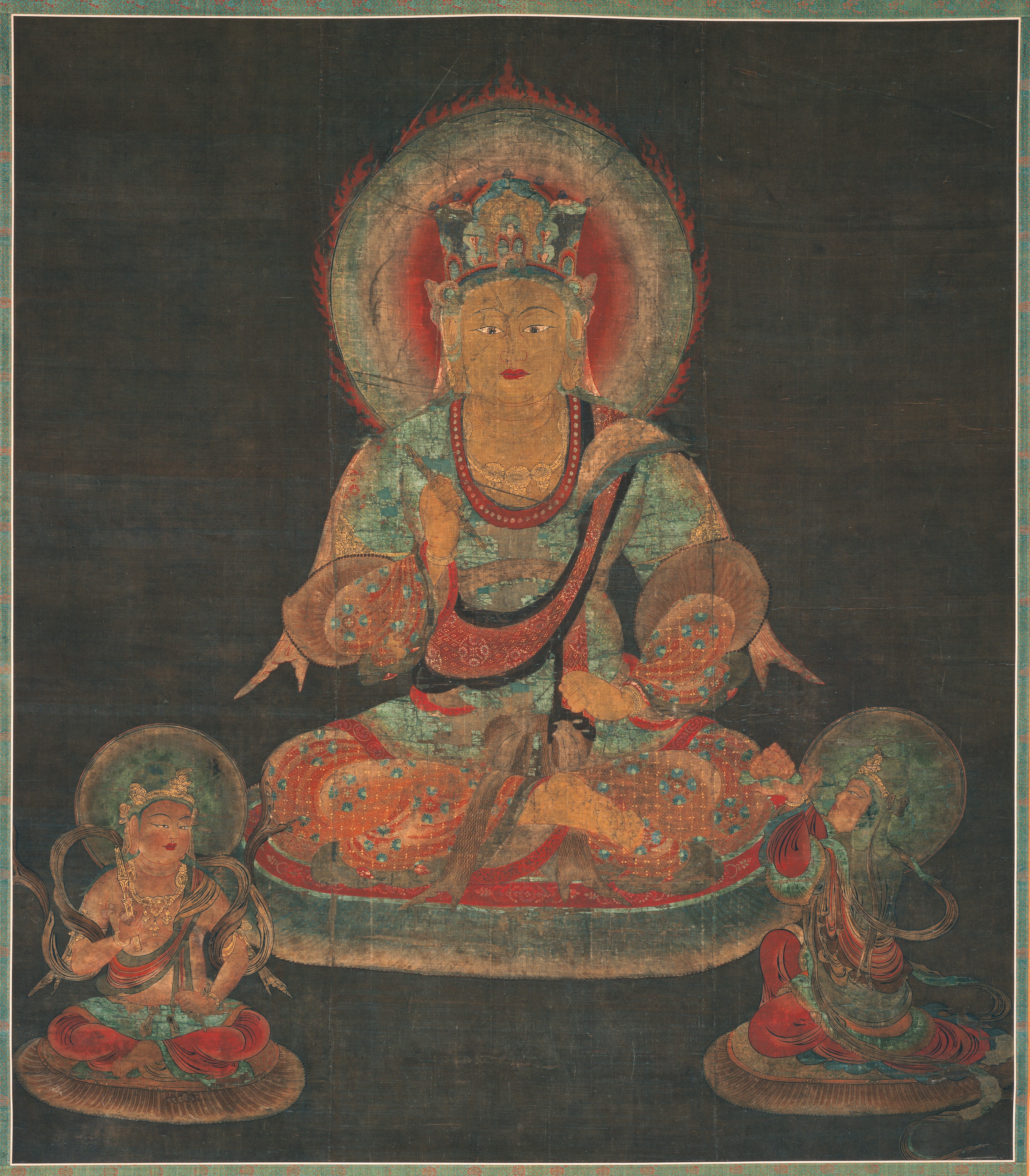
帝釈天
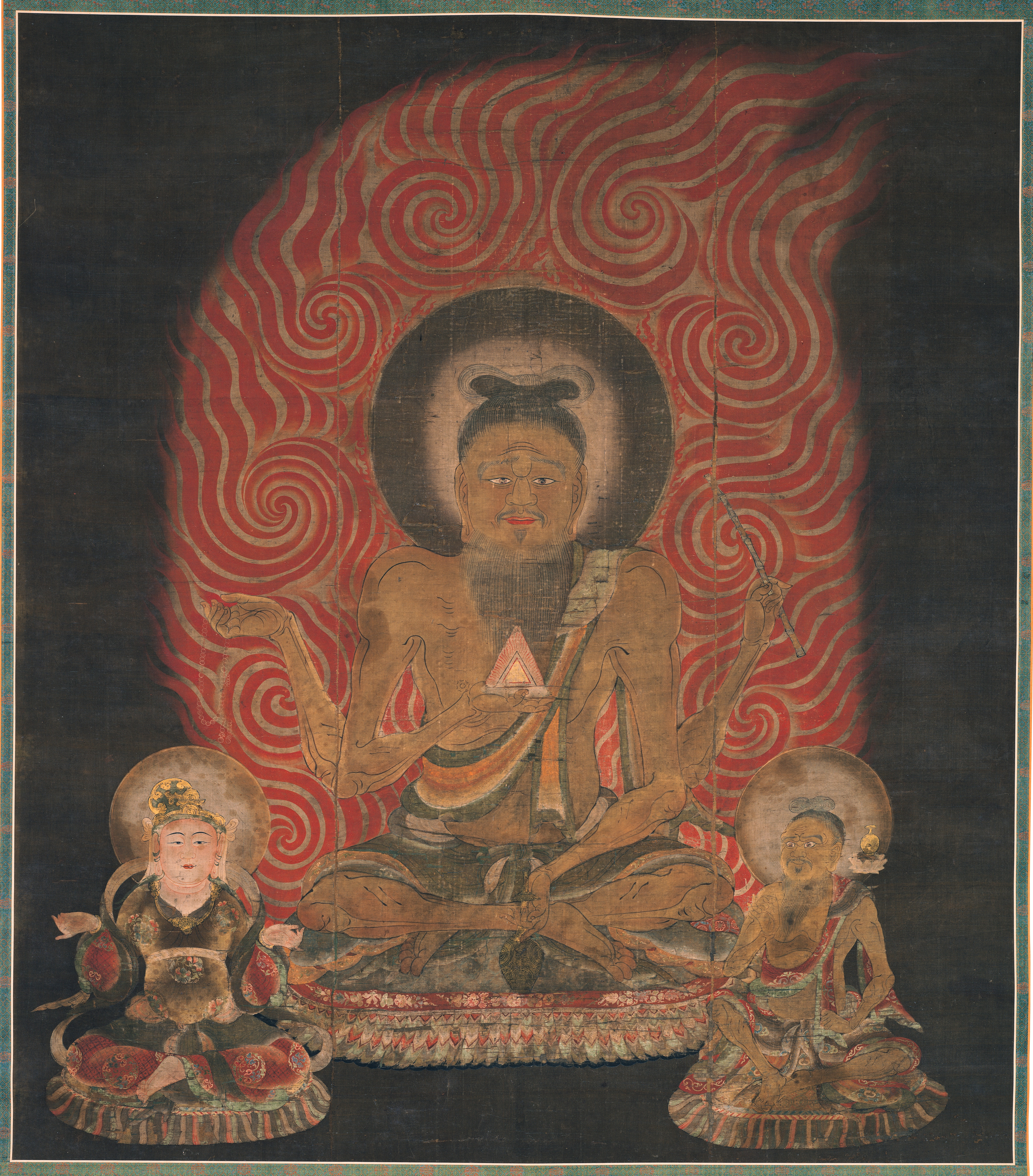
火天
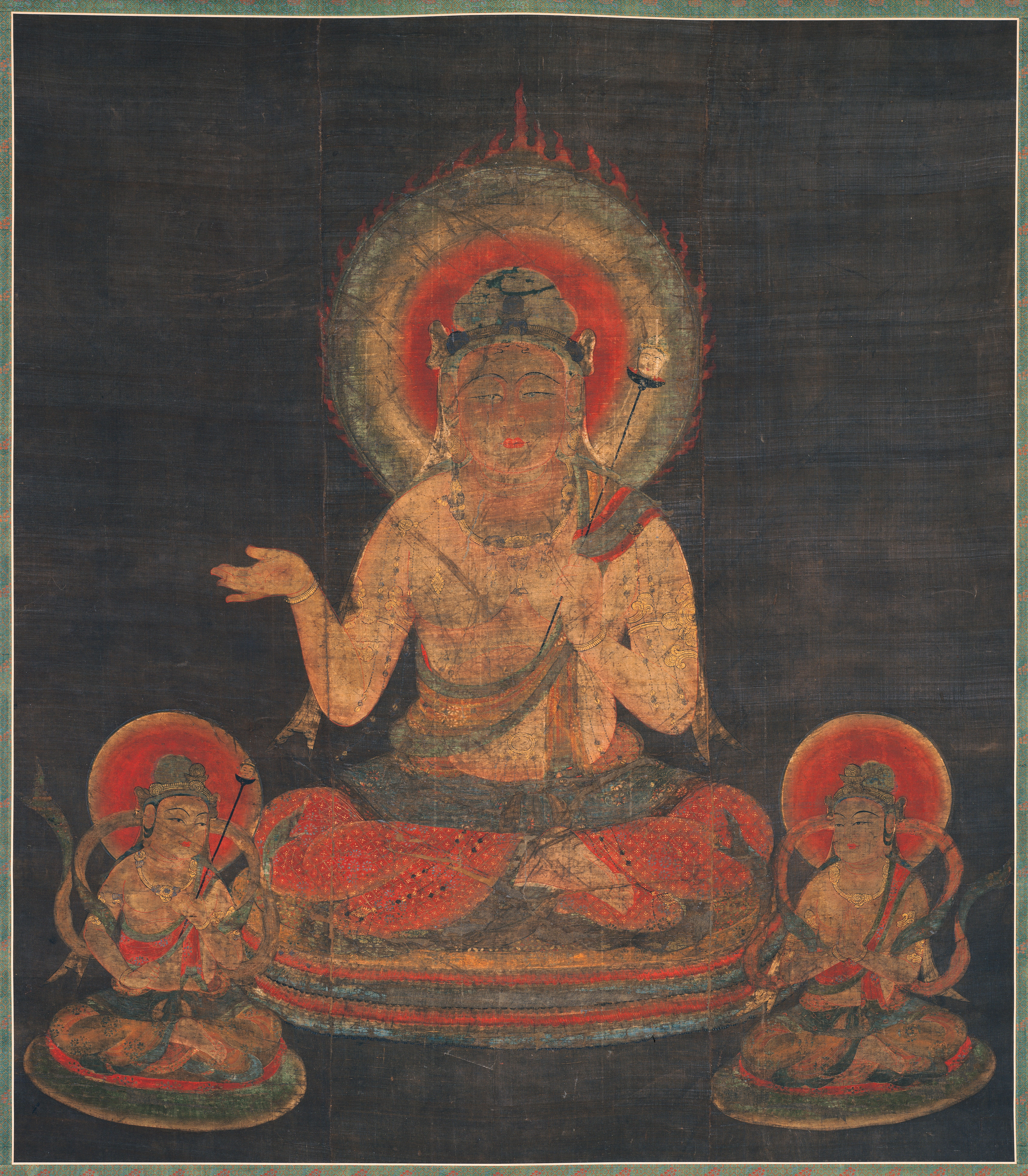
焔摩天
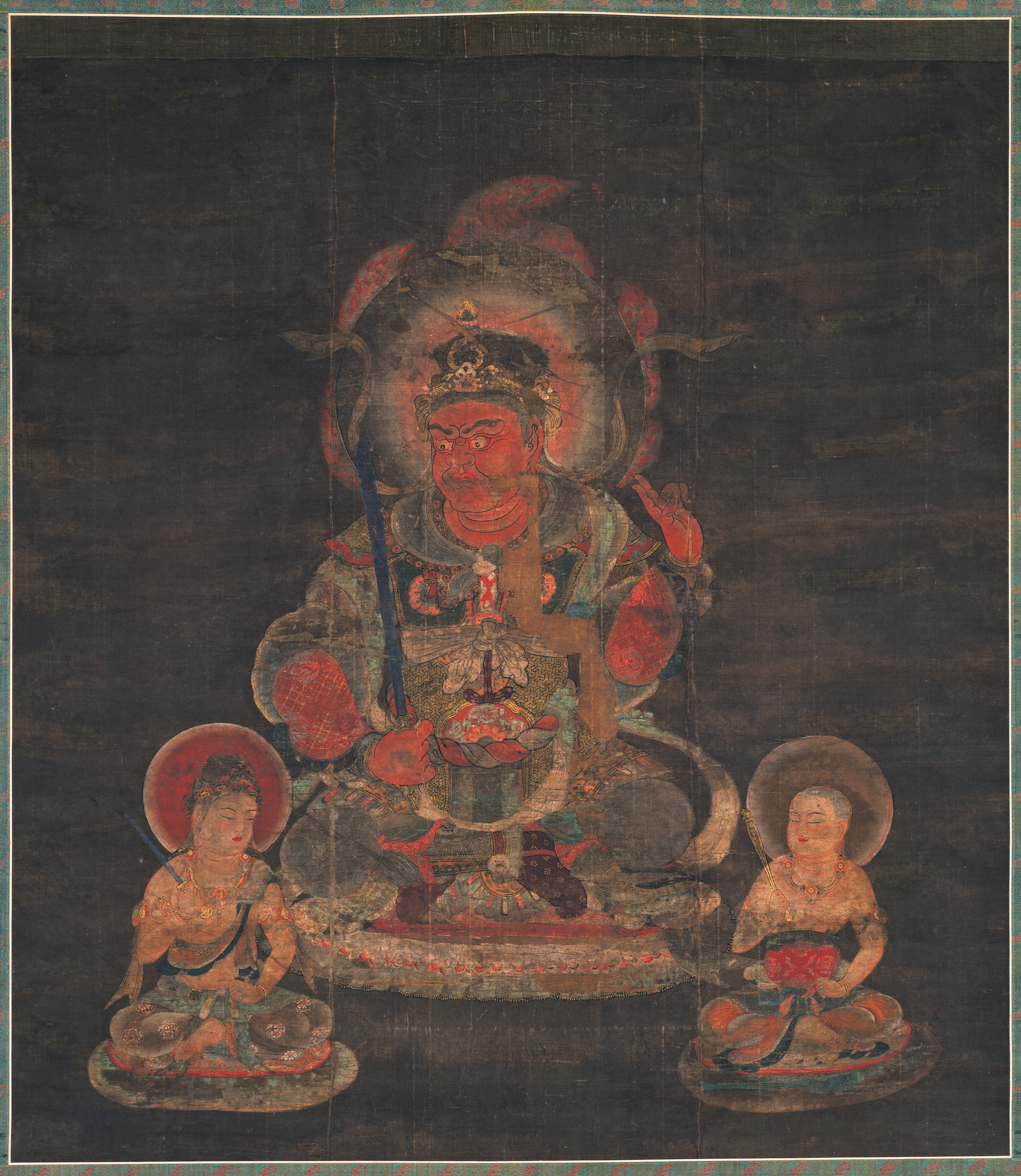
羅刹天
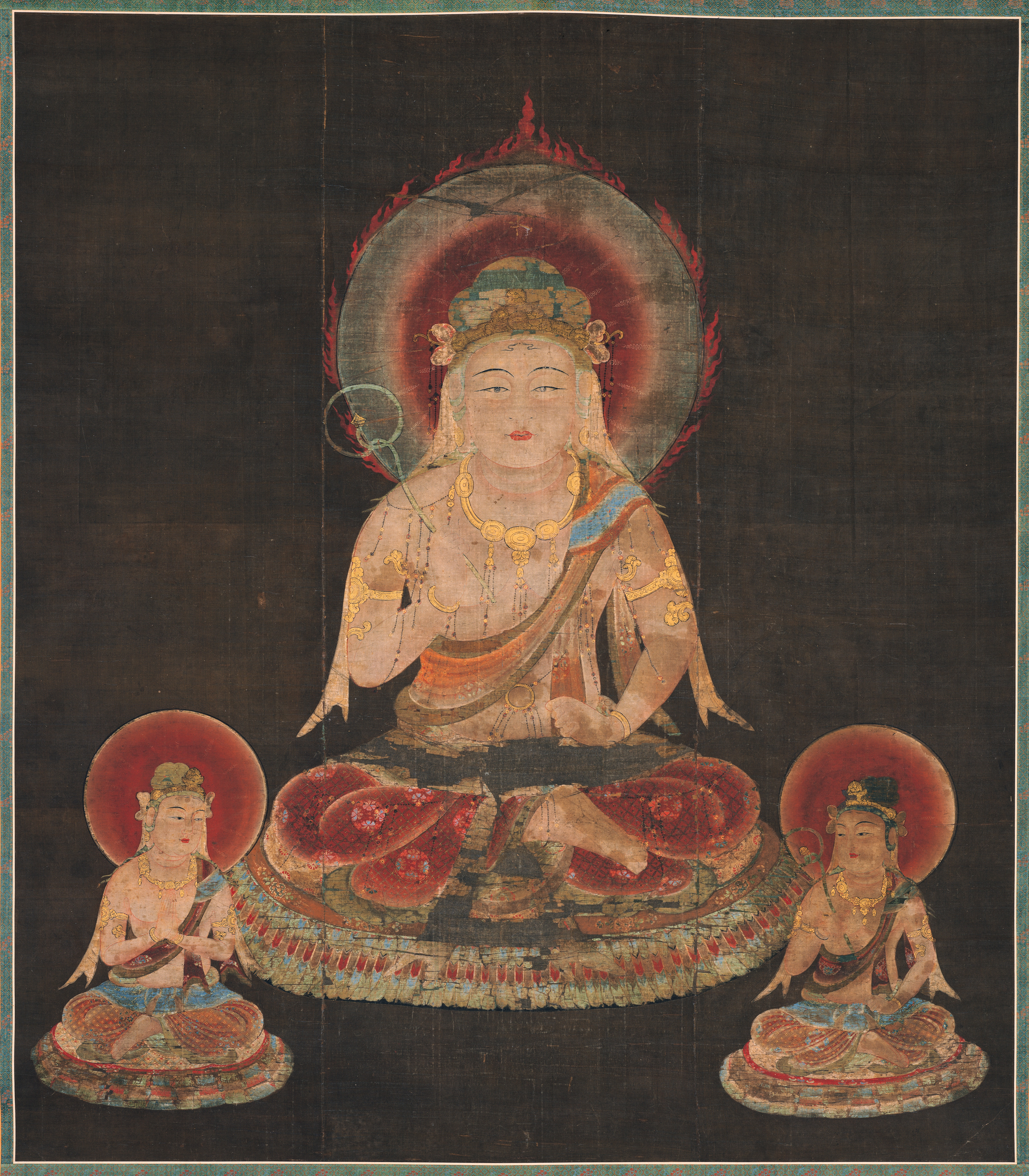
水天
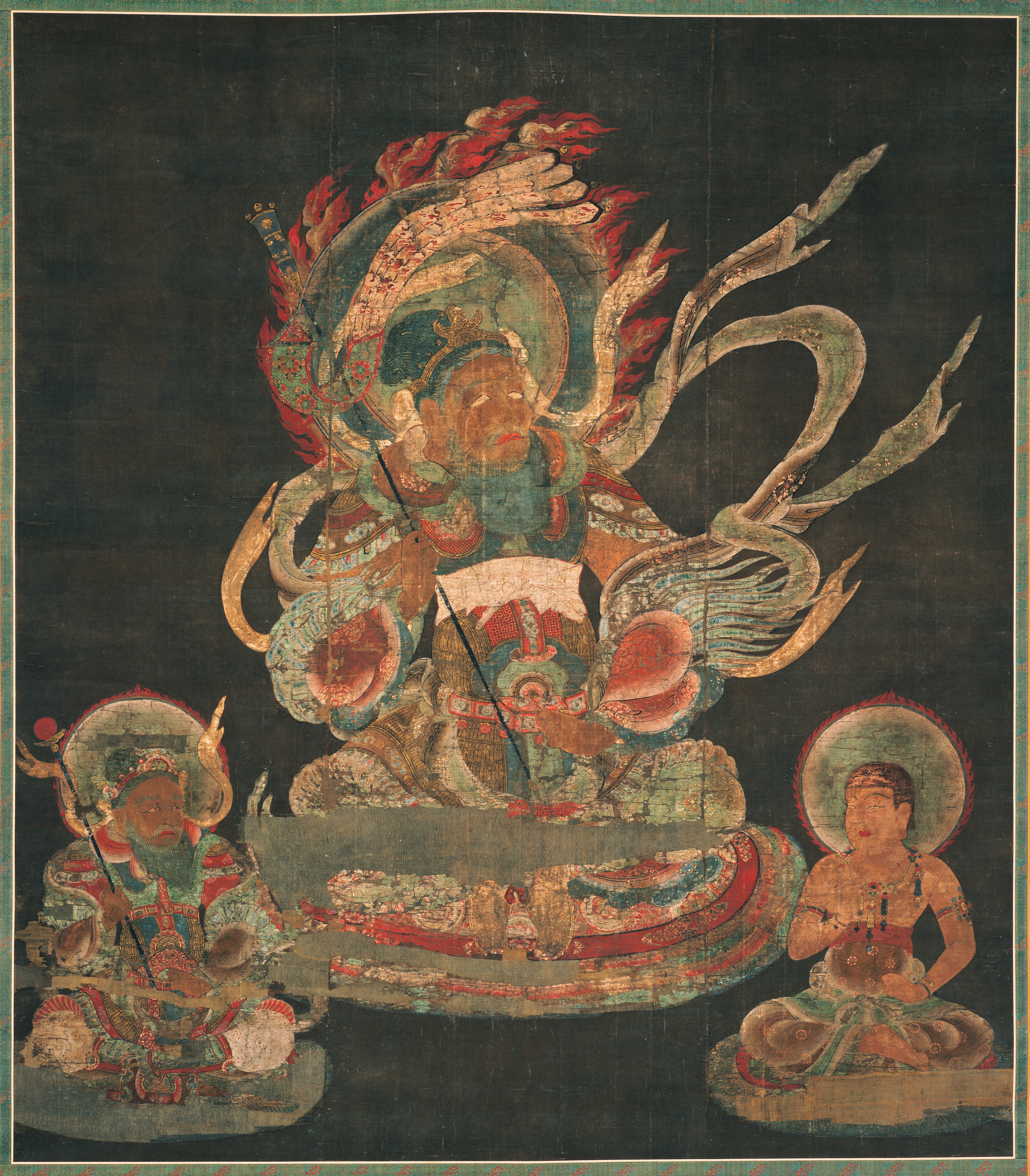
風天
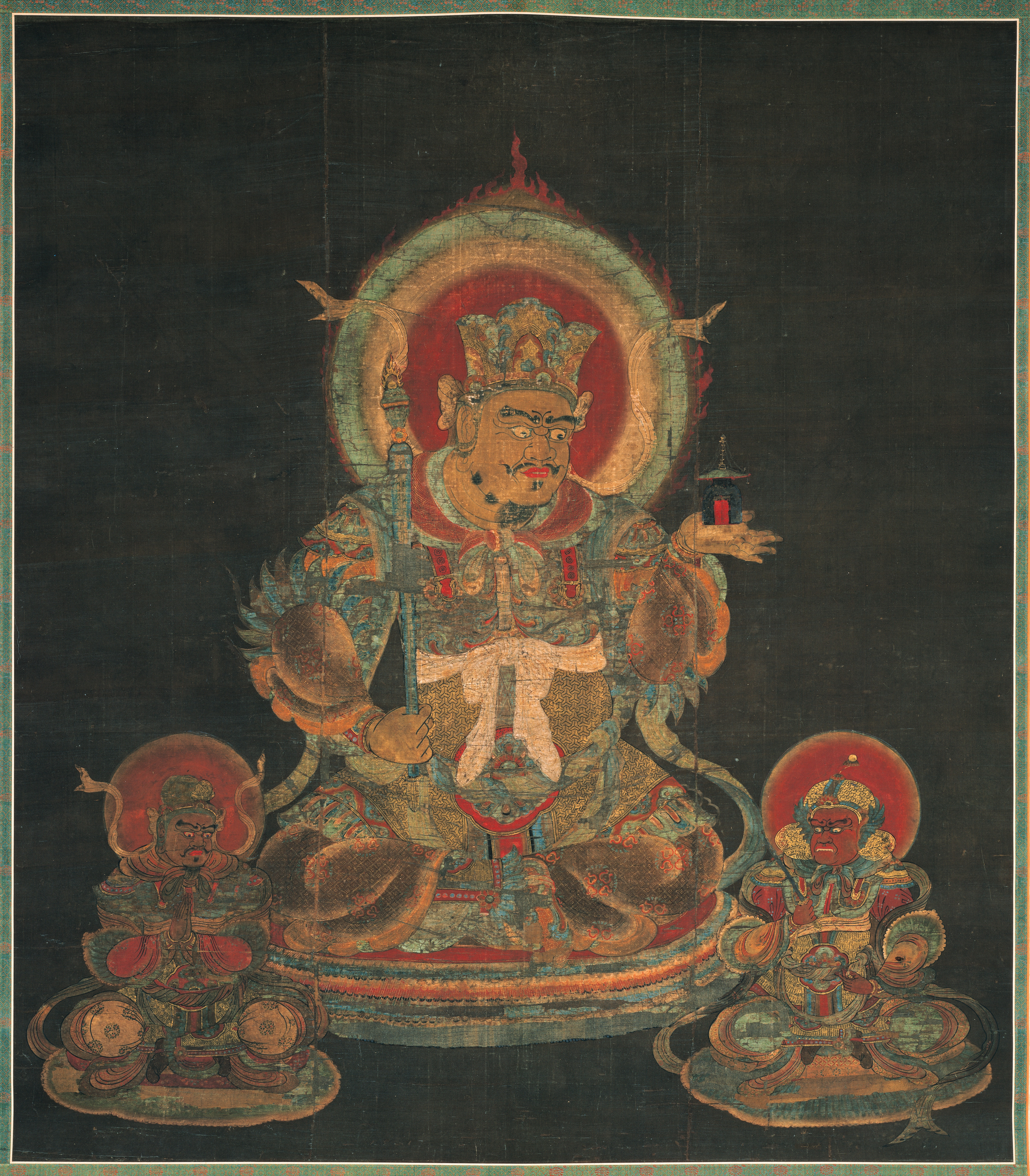
毘沙門天
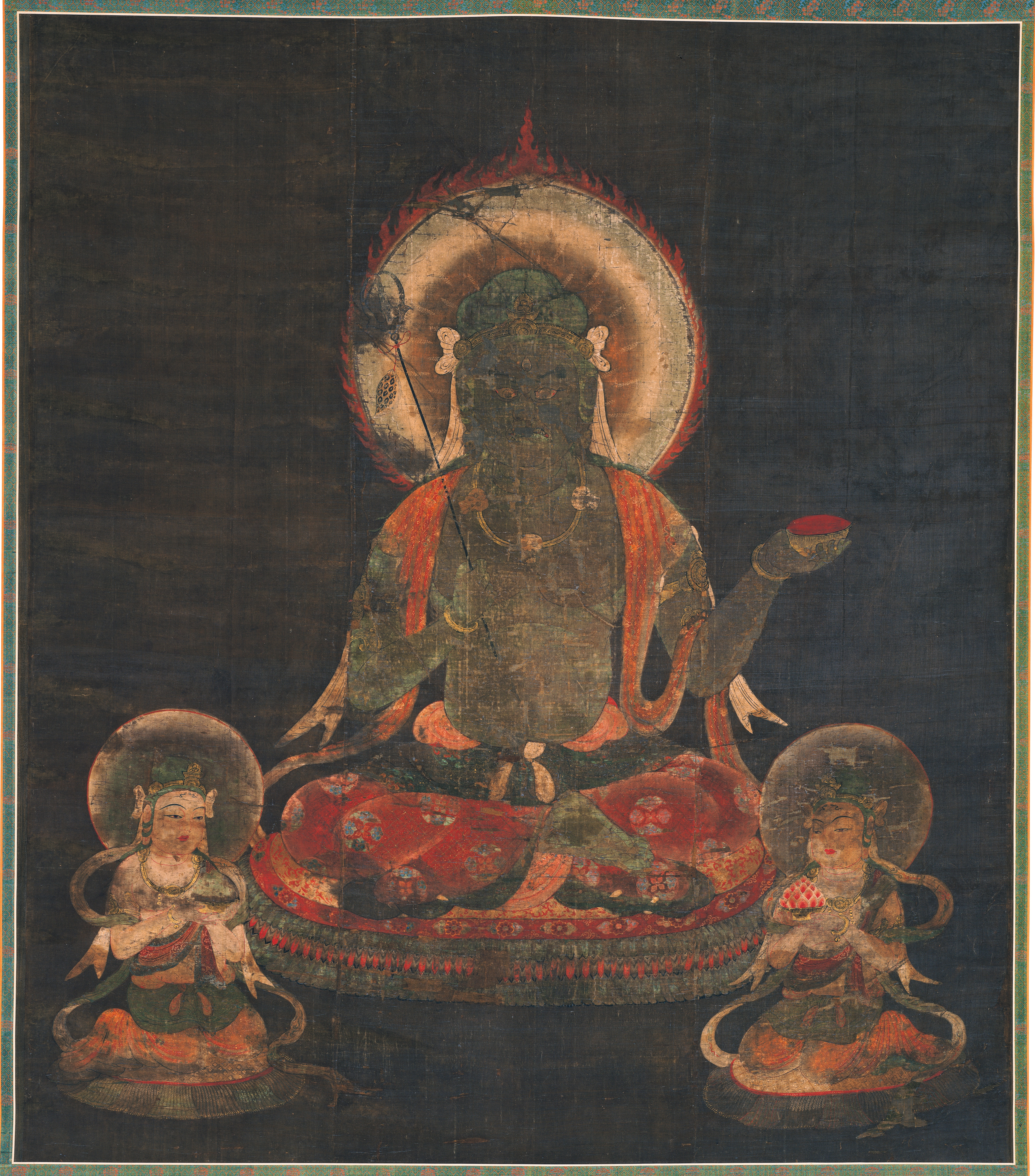
伊舎那天
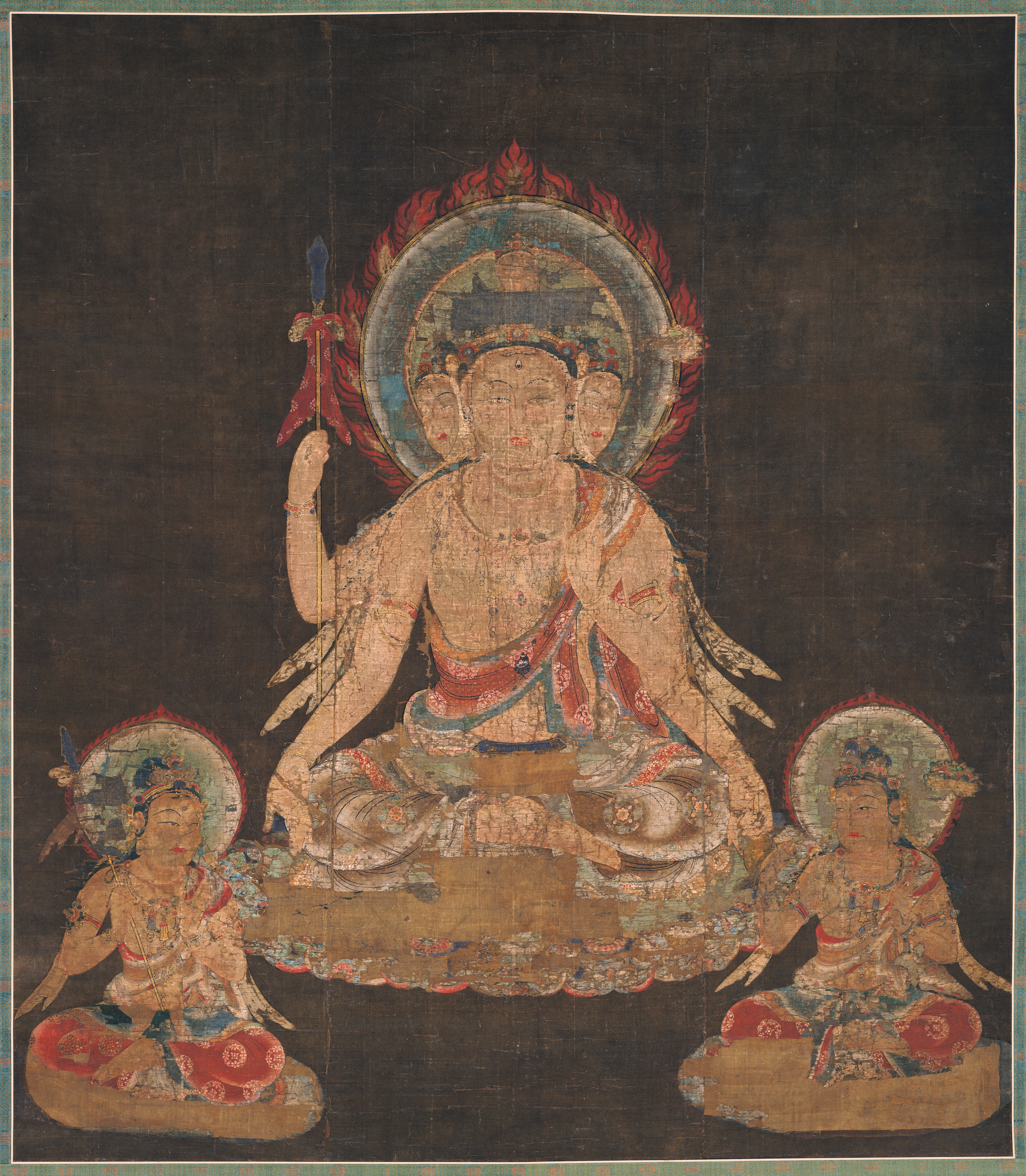
梵天
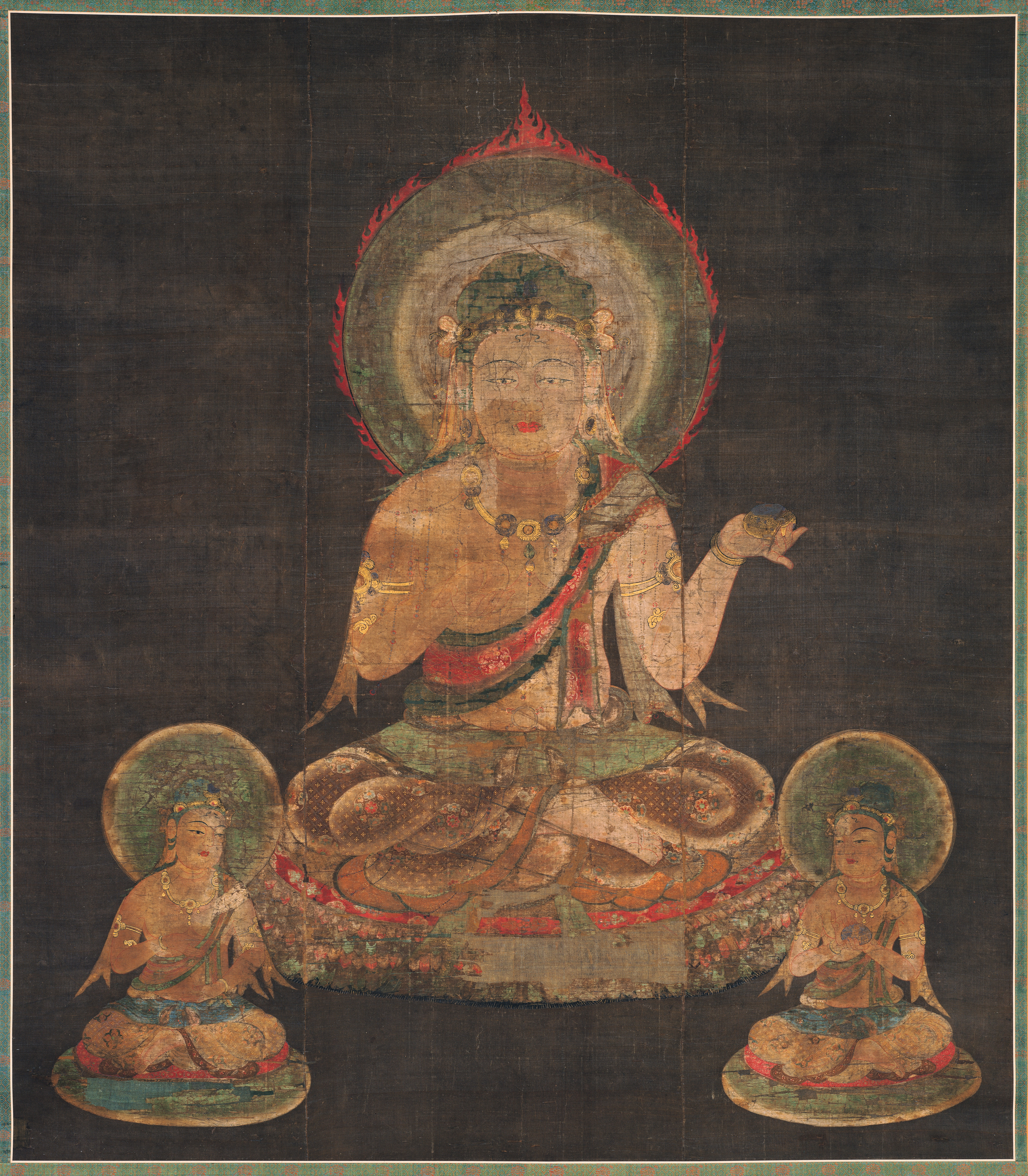
地天
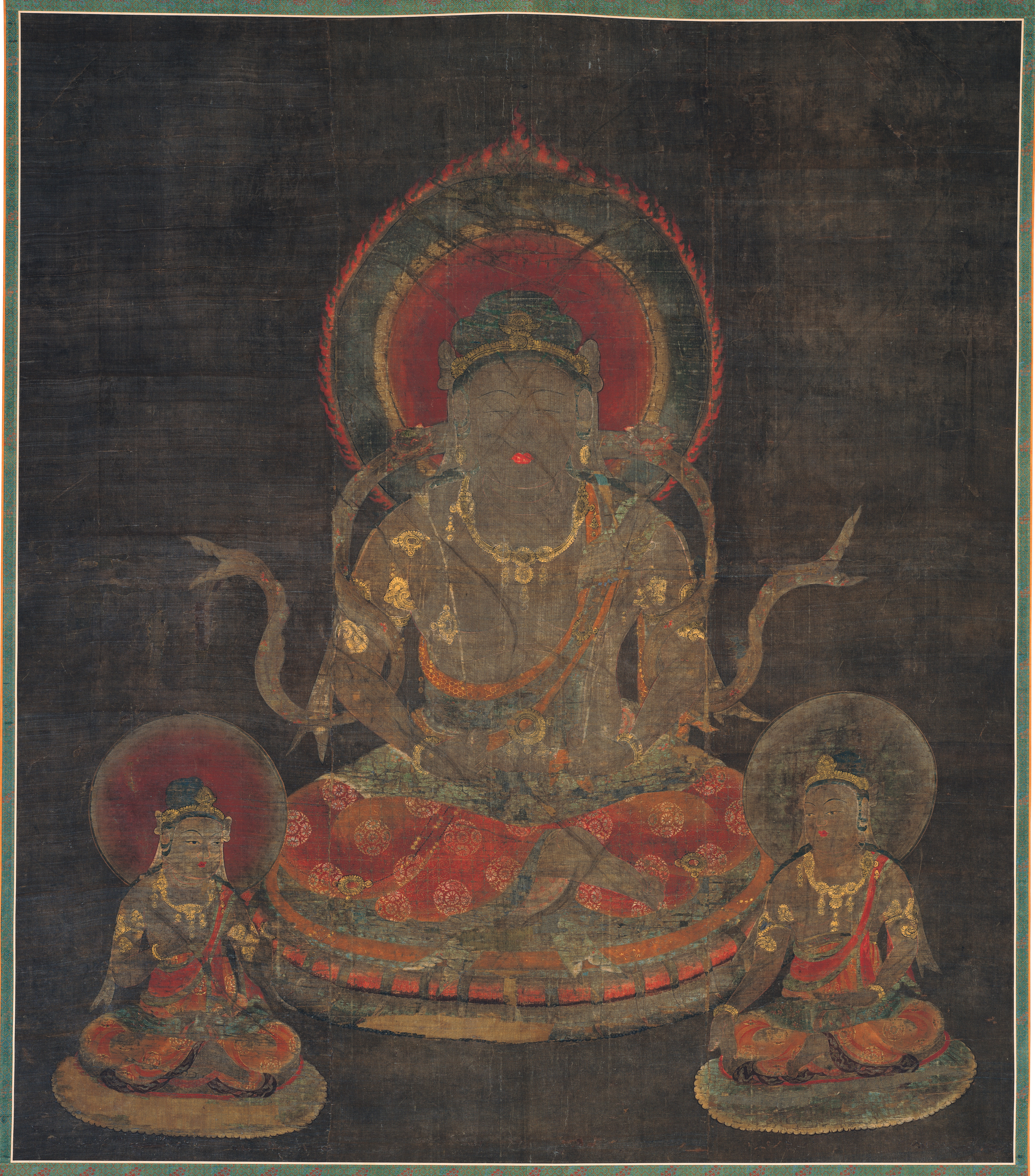
日天
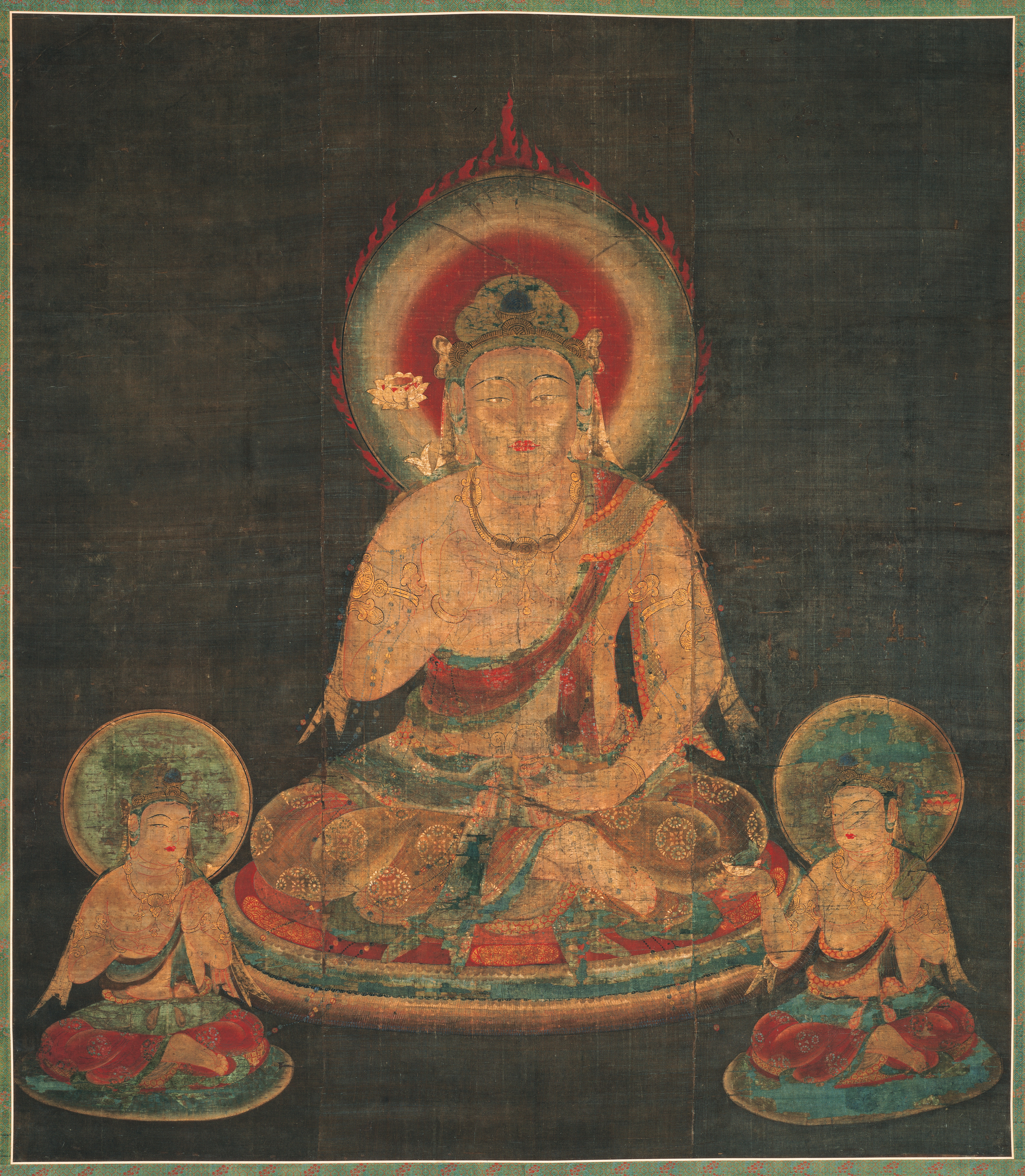
月天